# Hannelore Elsner
Pour les articles homonymes, voir Elsner.
Hannelore Elsner (nom de scène de Hannelore Elstner), née le 26 juillet 1942 à Burghausen et morte le 21 avril 2019 à Munich des suites d'un cancer, est une actrice allemande.  
Elle est notamment connue pour son rôle dans la série allemande Commissaire Léa Sommer.

## Biographie
Son frère Manfred, de deux ans son ainé, est mort durant la Seconde Guerre mondiale dans un train lors d’un bombardement . Elle perdit également son père, ingénieur de profession, à l’âge de huit ans.

### Carrière
Après une formation d'actrice à Munich, Hannelore Elsner prend, dès 1964, ses premiers engagements théâtraux au Théâtre Kleine Komödie de Munich dans Schöne Geschichten mit Papa und Mama d'Alfonso Paso et en 1966 dans Vater einer Tochter de Curth Flatow aux côtés de Georg Thomalla. La même année, au Kammerspiele (Munich), elle joue Tango de Sławomir Mrożek, produit par Dieter Giesings.
De 1994 à 2006, elle incarne la Commissaire Léa Sommer, série télévisée de la chaîne allemande ARD. Les 66 épisodes sont tournés à Francfort et Hambourg. Pour ce rôle, Hannelore Elsner remporte, en 1995, le prix Telestar (prix initiés par WDR et ZDF) de la meilleure actrice de série télévisée.
De retour sur le grand écran, elle incarne l'écrivain suicidaire Hanna Flanders dans le long métrage d'Oskar Roehler L'Insaisissable. Cette performance lui valut en 2000 trois distinctions : le Prix du cinéma allemand (Deutscher Filmpreis), le Prix de la critique allemande (Deutscher Kritikerpreis) et le Prix du film bavarois (Bayerischen Filmpreis).
Également actrice de doublage, Hannelore Elsner a prêté sa voix à Liza Minnelli (entre autres dans Cabaret et Pookie) et Fanny Ardant (8 femmes).

## Filmographie (sélection)
- 1959 : Vieil Heidelberg d’Ernst Marischka
- 1960 : Marina de Paul Martin
- 1962 : Stahlnetz : Spur 211 (de) (série télévisée)
- 1963 : Le Dernier Alibi (Ein Alibi zerbricht) d’Alfred Vohrer
- 1967 : Herrliche Zeiten im Spessart de Kurt Hoffmann
- 1969 : Ces Messieurs aux Gilets Blancs de Wolfgang Staudte
- 1969 : Der Kommissar : Das Ungeheuer (série télévisée)
- 1971 : Der Kommissar : Der Tote von Zimmer 17 (série télévisée)
- 1972 : Der Stoff aus dem die Träume sind (de) d’Alfred Vohrer
- 1973 : ...aber Jonny! d’Alfred Weidenmann
- 1976 : Les Faux Frères (Bomber & Paganini) de Níkos Perákis
- 1978 : The Tailor from Ulm de Edgar Reitz
- 1983 : Tatort : Peggy hat Angst (série télévisée)
- 1983 : Un cas pour deux : Der Zeuge (série télévisée)
- 1984 : Parker de Jim Goddard (en)
- 1985 : Mary Ward (de) d'Angelika Weber
- 1985 : Tatort : Schicki-Micki (série télévisée)
- 1987 : Tatort : Tod im Elefantenhaus (série télévisée)
- 1990 : Tatort : Howalds Fall (série télévisée)
- 1991 : Les routiers (série télévisée)
- 1992 : Das lange Gespräch mit dem Vogel (pl) de Krzysztof Zanussi
- 1992 : Wolff police criminelle : Notwehr (série télévisée)
- 1994–2006 : Commissaire Léa Sommer (série télévisée)
- 1997 : Tatort : Gefährliche Übertragung (série télévisée)
- 1997 : Tatort : Alptraum (série télévisée)
- 2000 : L’Insaisissable d'Oskar Roehler : l’écrivain suicidaire Hanna Flanders
- 2002 : Mein letzter Film d’Olivier Hirschbiegel
- 2005 : Die Spielerin (La Joueuse) (téléfilm) : adaptation du roman de Dostoïevski Le Joueur : Polina Sieveking
- 2006 : Ce n’étaient pas tous des assassins de Jo Baier (téléfilm)
- 2007 : Guerre et Paix de Robert Dornhelm (minisérie télévisée)
- 2008 : Cherry Blossoms, un rêve japonais de Doris Dörrie : Trudi Angermeier
- 2009 : Dornröschen : téléfilm basé sur La Belle au bois dormant de Charles Perrault : la fée Maruna
- 2010 : Zeiten ändern Dich d’Uli Edel
- 2010 : Je ne vous oublierai jamais de Pascal Kané : Salomé
- 2010 : Hanni et Nanni de Christine Hatmann d’après le roman Deux jumelles d’Enid Blyton : Madame Theobald
- 2011 : Kommissarin Lucas : (série télévisée de ZDF) : l'hôtesse de bar Nadja Schumann
- 2012 : Hanni & Nanni 2
- 2013 : Hanni & Nanni 3
- 2014 : Tour de force (Hin und weg) de Christian Zübert
- 2014 : Auf das Leben!, tragi-comédie d'Uwe Janson : la chanteuse de cabaret Ruth
- 2015 : Ein Sommer im Burgenland (téléfilm de ZDF) : Maria
- 2015 : Trouble-fête (Familienfest) de Lars Kraume : Renate [4]
- 2017 : Die Diva, Thailand und wir! de Franziska Buch (téléfilm)  Anneliese Behrens
- 2019 : Berlin, I Love You : Madame Rose
- 2019 : Cherry Blossoms et merveilleux démons (Kirschblüten & Dämonen) : Trudi

## Distinctions
- 1972 : la Goldene Kamera pour Ivanov [5],[6]
- 1995 : le prix Telestar (prix initiés par WDR et ZDF) : Meilleure actrice de série télévisée pour Commissaire Léa Sommer
- 1997 : l’ordre du Mérite de la République fédérale d'Allemagne
- 2000 : le prix du cinéma allemand : Meilleure actrice principale pour L'Insaisissable
- 2000 : le prix de la critique allemande pour L'Insaisissable
- 2000 : le prix du film bavarois : Meilleure actrice pour L'Insaisissable
- 2001 : le DIVA-Award (décerné chaque année à Munich depuis 1991 à des personnalités reconnues du monde du divertissement)
- 2002 : le prix Adolf Grimme pour Ende der Saison (téléfilm)
- 2002 : le Bambi [7] : catégorie Film national
- 2003 : le Hessischer Fernsehpreis (prix de la télévision de Hesse) pour Claras Schatz (téléfilm)
- 2003 : le prix du cinéma allemanle d : Meilleure actrice principale pour Mein letzter Film d’Oliver Hirschbiegel
- 2005 : officier de l'ordre du Mérite de la République fédérale d'Allemagne
- 2006 : le prix de la télévision bavaroise pour l’ensemble de son œuvre.
- 2007 : le Goldener Ochse (bœuf d’or) au Festival cinématographique de Mecklembourg-Poméranie-Occidentale pour l’ensemble de son œuvre
- 2008 : l’ordre bavarois du Mérite
- 2009 : le prix du théâtre au Festival du film allemand (Festival des Deutschen Films)
- 2011 : le prix honorifique du Film bavarois (Ehrenpreis des Bayerischen Filmpreises)
- 2012 : le prix honorifique du Film et du cinéma de Hesse (Ehrenpreis zum Hessischen Film- und Kinopreis)[8]
- 2014 : une étoile au Boulevard des stars de Berlin
- 2015 : le Romy : Meilleure actrice de film et téléfilm[9]
- 2016 : le prix Askania[10]